# Rorippa alpina
Rorippa alpina är en korsblommig växtart som först beskrevs av Sereno Watson, och fick sitt nu gällande namn av Per Axel Rydberg. Rorippa alpina ingår i släktet fränen, och familjen korsblommiga växter. Inga underarter finns listade i Catalogue of Life.